# Горин, Вячеслав Тимофеевич
Вячеслав Тимофеевич Горин (6 февраля 1931, Астрахань, СССР — 2 октября 1994) — советский и белорусский учёный в области зоотехники, разведения и генетики сельскохозяйственных животных. Академик ВАСХНИЛ (1973).

## Биография
В 1948 году поступил в Белорусскую сельскохозяйственную академию, которую окончил в 1953 году. В том же году устроился на работу младшим научным сотрудником в Институт животноводства, но проработав там некоторое время, ушёл в Копыльскую МТС, где до 1955 года занимал должность главного зоотехника.
В 1955 году возглавил колхоз имени Чапаева и проработал там до 1959 года. С 1959 года заместитель начальника Управления по племенному делу и искусственному осеменению сельскохозяйственных животных. С 1959 по 1964 год председатель колхоза «40 лет Октября».
В 1964 году назначен директором Белорусского НИИ животноводства, данную должность занимал до 1973 года, одновременно с этим с 1964 по 1977 год заведовал отделом генетики и разведения сельскохозяйственных животных в этом же НИИ.
В 1973—1975 гг. вице-президент ВАСХНИЛ. Ректор (1975—1977), заведующий кафедрой генетики и разведения сельскохозяйственных животных (1975—1987) Всесоюзного СХИ заочного образования.
В 1977—1979 директор ВНИИ племенного дела (1977—1979). В 1987—1991 генеральный директор Всесоюзного научно-производственного объединения по племенному делу в животноводстве, директор и заведующий отделом прикладной генетики Головного селекционно-генетического центра (г. Быково Московской области).
С 1991 директор Всероссийского н.-и. селекционно-генетического института животноводства.
Умер 2 октября 1994 года.

## Научные работы
Основные научные работы посвящены разведению, селекции и генетики животных, вопросам экономики и организации животноводства. Автор 250 научных работ, 26 книг и брошюр. Имеет 6 авторских свидетельств на изобретения.

## Членство в обществах
- 1973—92 — Академик ВАСХНИЛ.

## Награды и премии
- Орден Знак Почёта.
- Орден Трудового Красного Знамени
- Премия Совета Министров СССР